# Stele von Aksaray

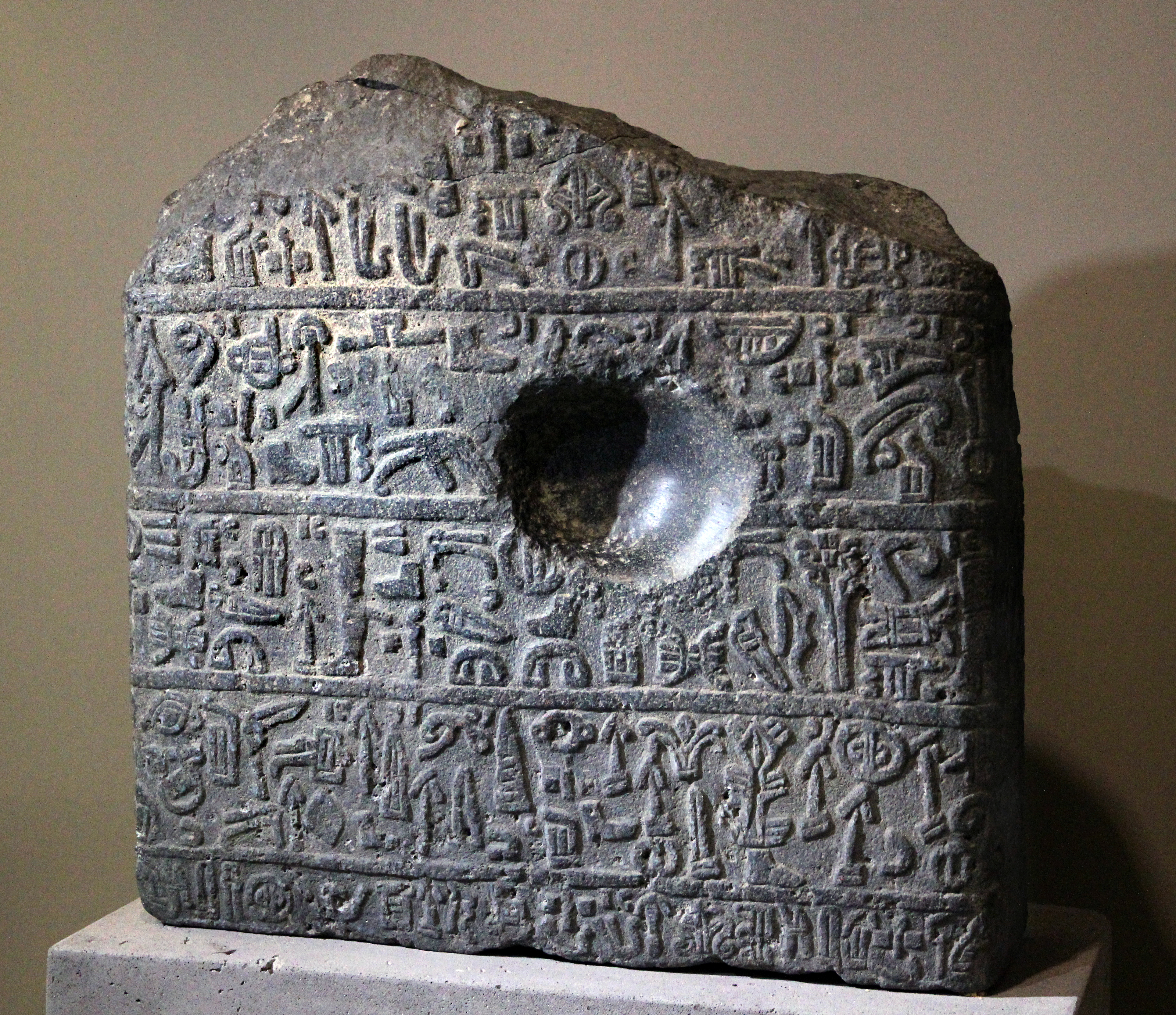
Stele von Aksaray

Die Stele von Aksaray ist ein späthethitisches Monument aus dem Stadtgebiet von Aksaray im westlichen Kappadokien in der Zentraltürkei. Sie ist im Museum Aksaray ausgestellt mit der Inventarnummer 1-1-77.

## Fund
Dem türkischen Hethitologen Mustafa Kalaç wurde von Abdullah Karakaya, dem Assistenten des Museums von Aksaray, berichtet, dass die Stele am 25. April 1976 in der Baugrube eines Hotels nahe der südöstlichen Stadtmauer gefunden wurde. Der britische Hethitologe John David Hawkins dagegen erhielt 1987 vom Museumsdirektor Fariz Demir die Auskunft, dass der Fundort die Baustelle für die Mehmet Şişman İşhane in der Hükümet Caddesi gewesen sei.
Die erste Veröffentlichung erfolgte 1977 durch Kalaç, eine weitere 1982 durch Massimo Poetto. Hawkins publizierte die Stele 2000 in seinem Corpus of Hieroglyphic Luwian Inscriptions.

## Beschreibung
Der Steinblock ist 88 Zentimeter hoch, 90 Zentimeter breit und hat eine Dicke von 39 Zentimetern. Die obere Hälfte fehlt. Auf der Vorderseite ist der untere Teil einer Figur bis etwa zur Hüfte zu sehen, wahrscheinlich eines Wettergottes. Der Gott ist nach rechts gewandt und mit Schnabelschuhen bekleidet. Am oberen Rand ist die Fransenborte eines kurzen Rocks zu erkennen, hinter dem linken Bein ragt das stumpfe Ende eines Schwerts hervor. Auf der Rückseite sind die letzten fünf Zeilen eines Textes in luwischen Hieroglyphen zu lesen. Die Inschrift läuft über die Seitenflächen weiter, die letzte Zeile wird auf der Vorderseite in einem schmalen Streifen unter den Füßen der Figur fortgesetzt. Zwischen den Zeilen 2 und 3 ist in Zweitverwendung ein Loch in den Stein eingearbeitet, möglicherweise wurde er als Mahlstein verwendet. Auf den seitlichen Flächen sind nur noch vier Zeilen erhalten.
Die oberste Zeile ist nicht lesbar, der folgende Text beginnt rechts oben und verläuft boustrophedon weiter bis zum rechten Ende der unteren Zeile, um sich dann auf der Vorderseite unter den Füßen des Gottes fortzusetzen. Hawkins vermutet das Ende der Schrift auf einem verlorenen Teil der Stele, möglicherweise der Basis. Die Zeilen haben eine Höhe von etwa 16 Zentimetern, die letzte Zeile ist nur halb so hoch. Inhalt der Inschrift ist eine Widmung des Königs Kiyakiyas. Er beschreibt den Wohlstand in seiner Regierungszeit und das Wohlwollen des Wettergottes Tarhunzas. Er erklärt, dass Großkönige und Könige alle diese Stadt bewunderten und führt dies wieder auf Tarhunzas zurück. Der Text der Vorderseite ist unklar, möglicherweise wird die Errichtung der Stele durch eine andere Person beschrieben. Kiyakiyas ist vermutlich identisch mit dem König Kiyakki von Šinuḫtu, der 718 v. Chr. vom neuassyrischen König Sargon II. deportiert wurde. Er wird ebenfalls in der Felsinschrift von Topada erwähnt als einer der Könige, die Wasusarma von Tabal huldvoll waren. Damit kann die Inschrift ins späte 8. Jahrhundert v. Chr. datiert werden.

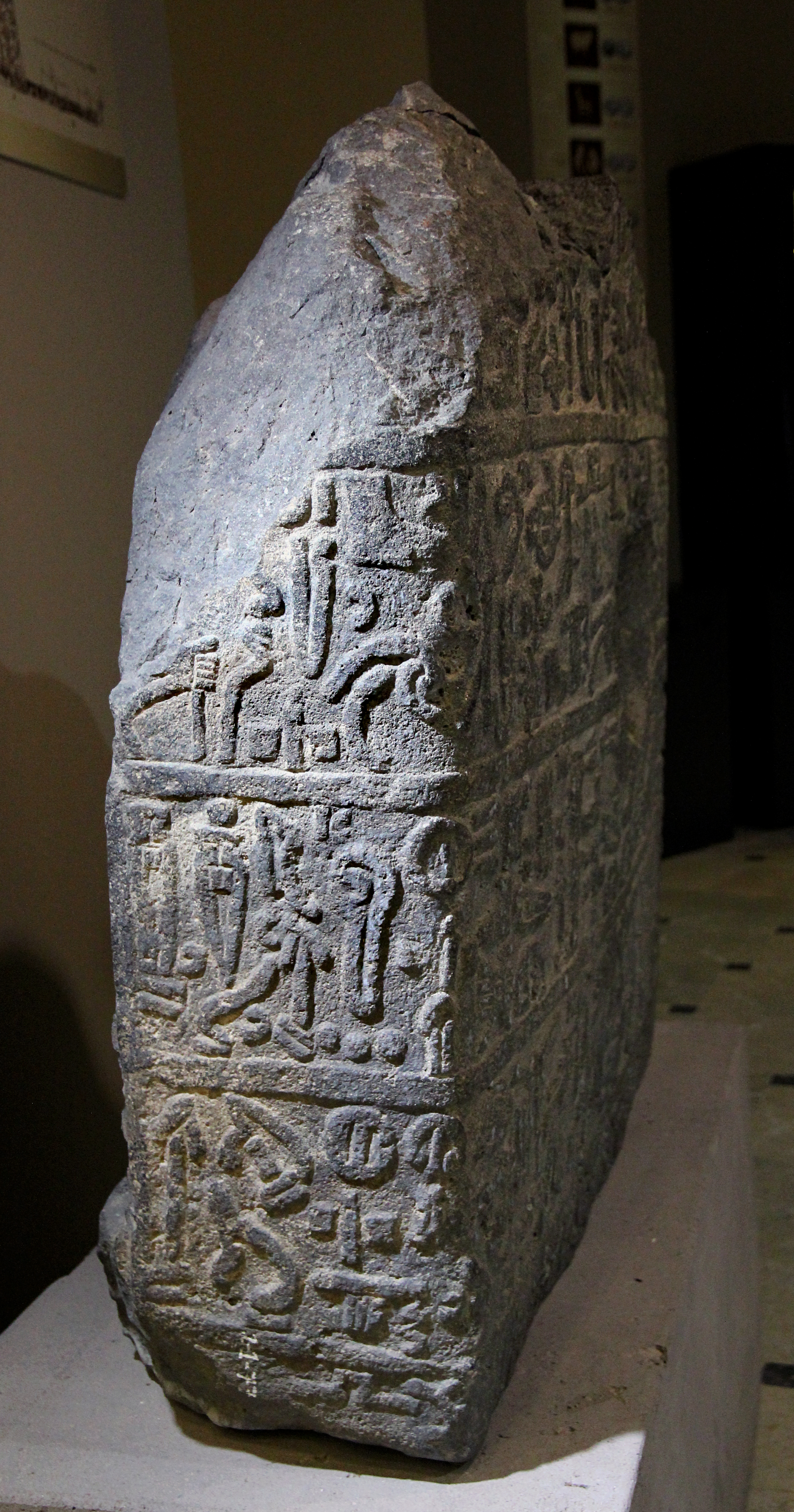
Linke Seite
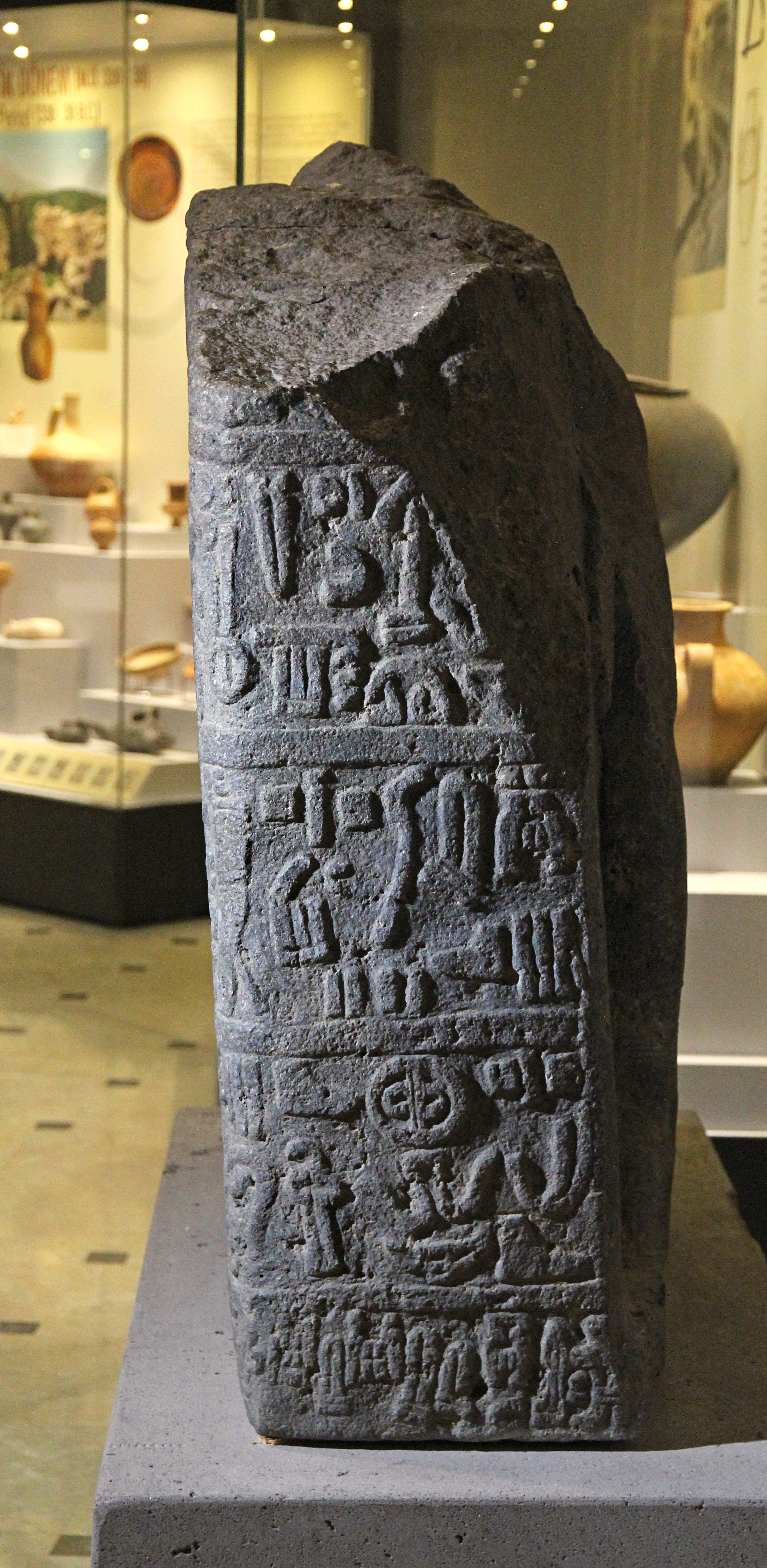
Rechte Seite
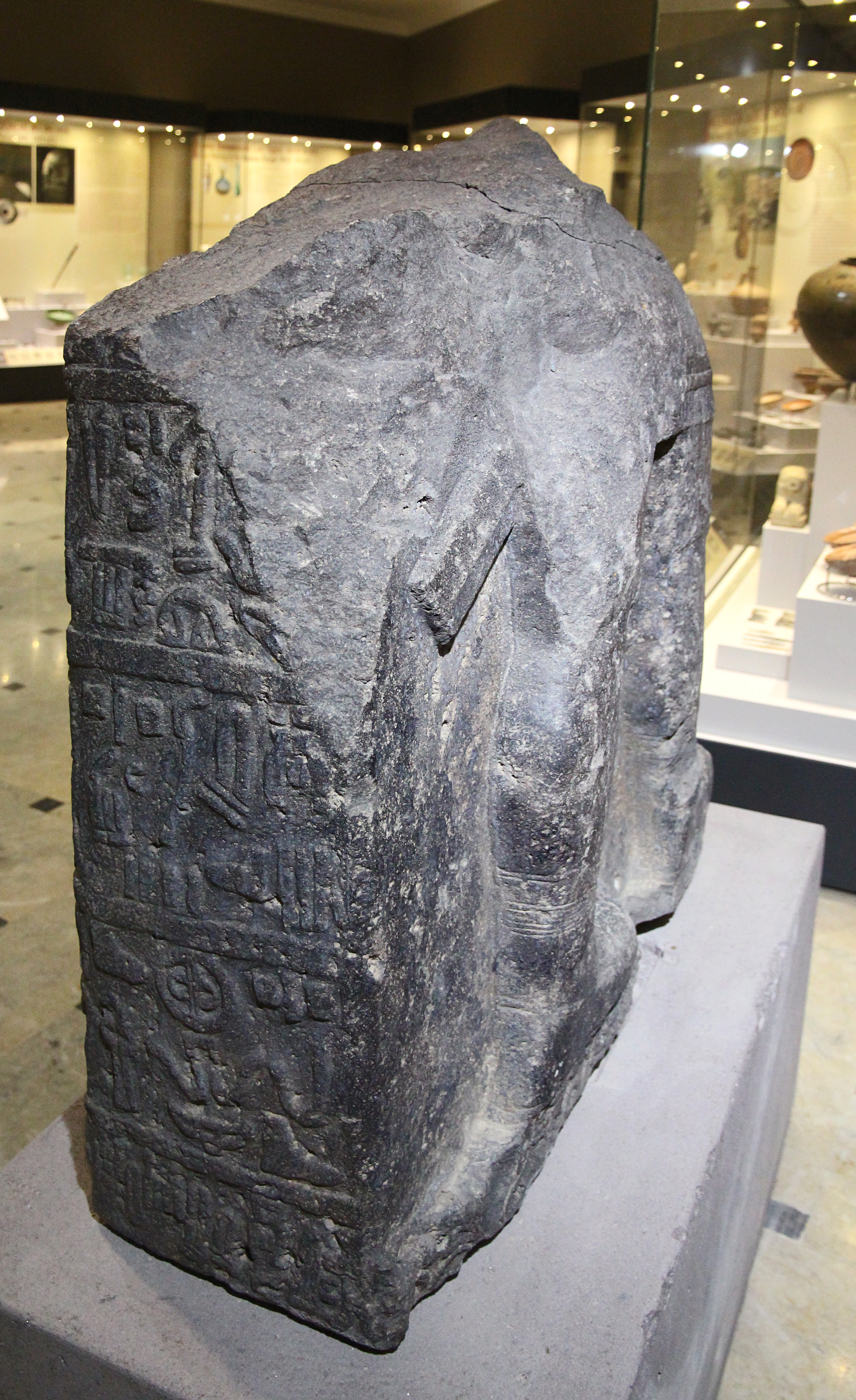
Vorderseite mit Relief
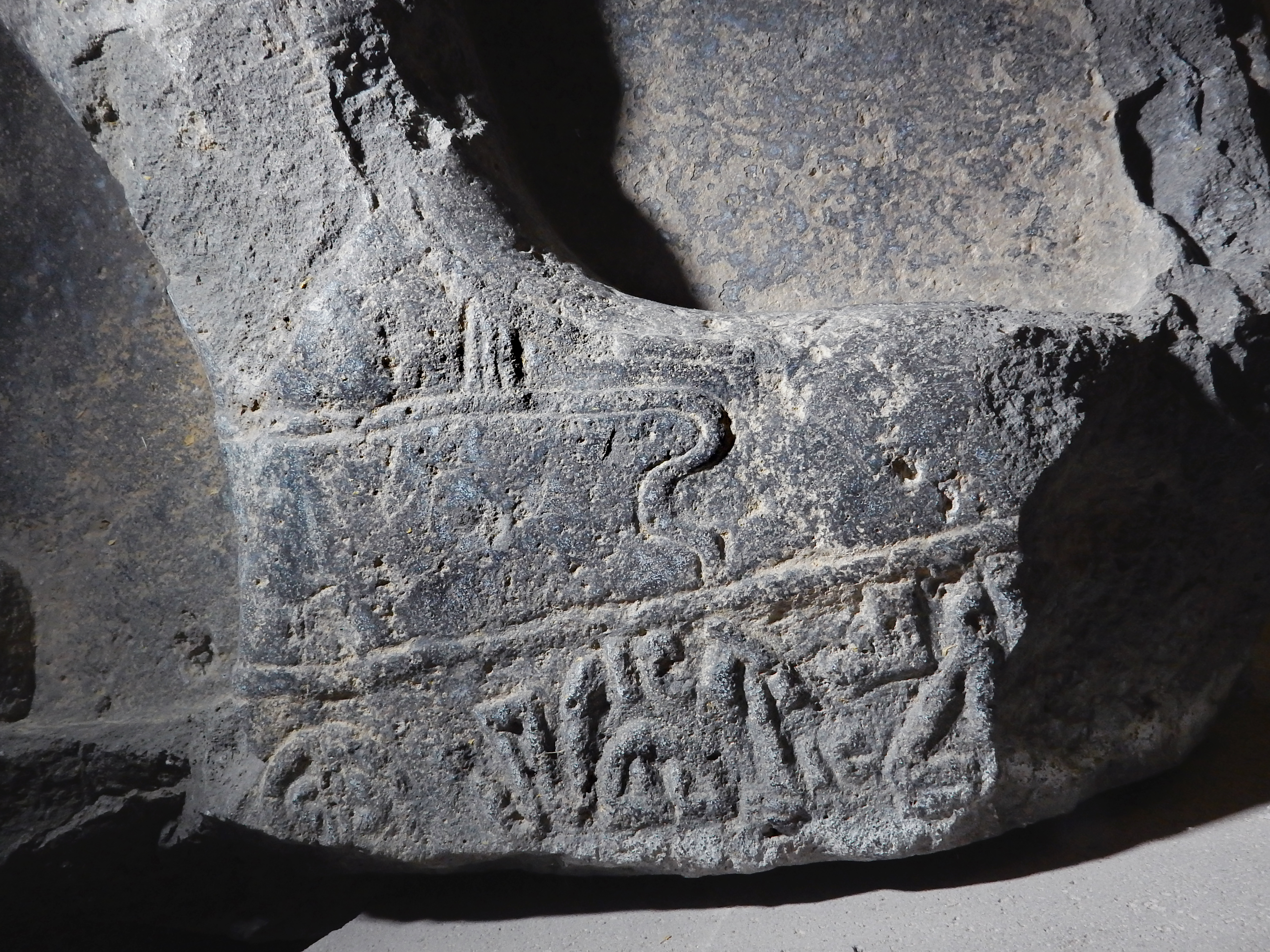
Rechter Fuß mit Schrift
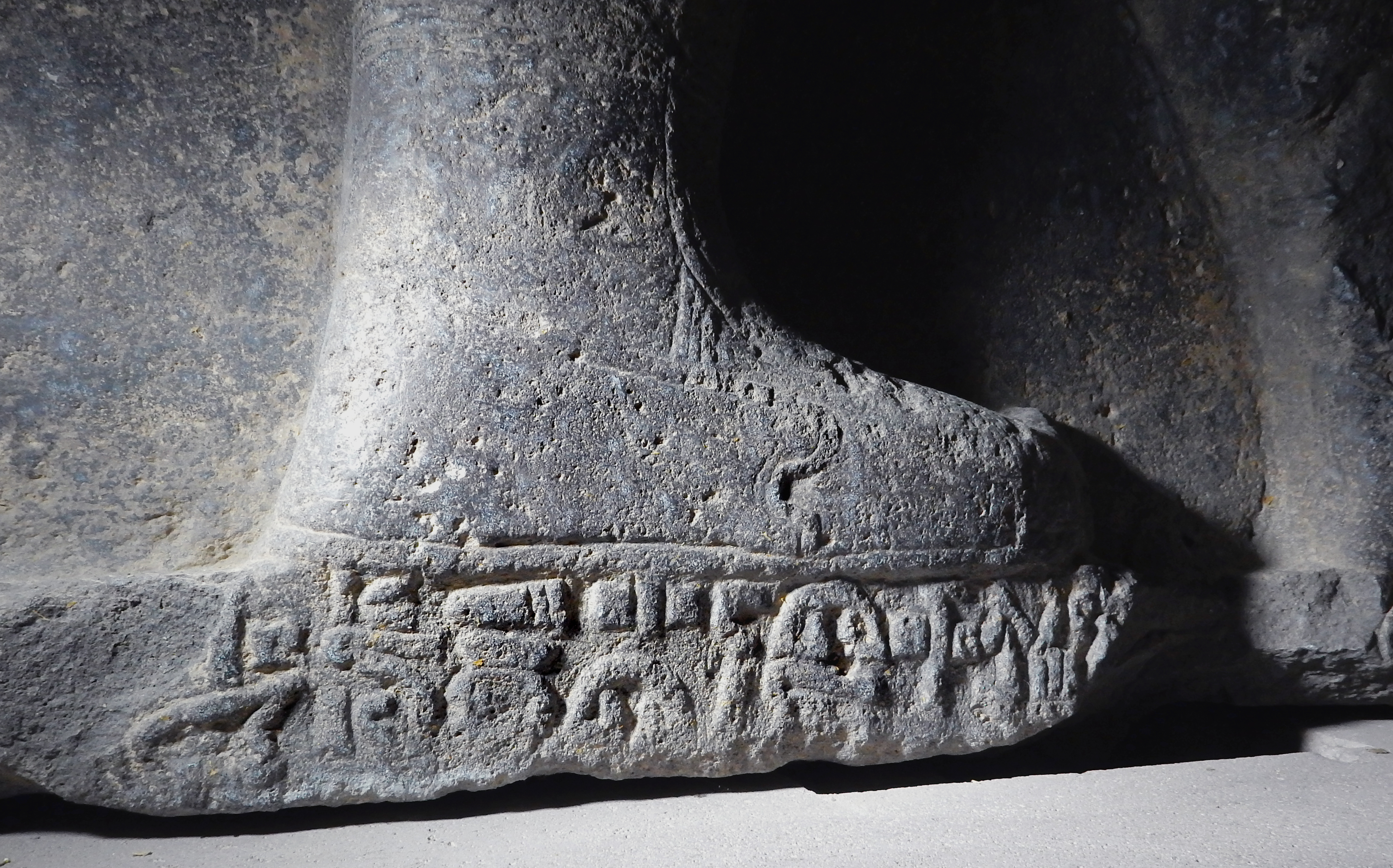
Linker Fuß mit Schrift